# В целях самообороны
«В целях самообороны» (англ. In Self Defense) — кинофильм.

## Сюжет
Убийца терроризирует свидетельницу, которая дала против него показания.

## В ролях
- Линда Перл — Сьюзен Эндрюс
- Яфет Котто — лейтенант Тайрелл
- Терри Лестер — Дэн Эдвардс
- Билли Драго — Эдвард Ривз
- Гэйл Эдвардс — Элис Миллер